# Kukisvumite
La kukisvumite è un minerale.